# Scottie Thompson

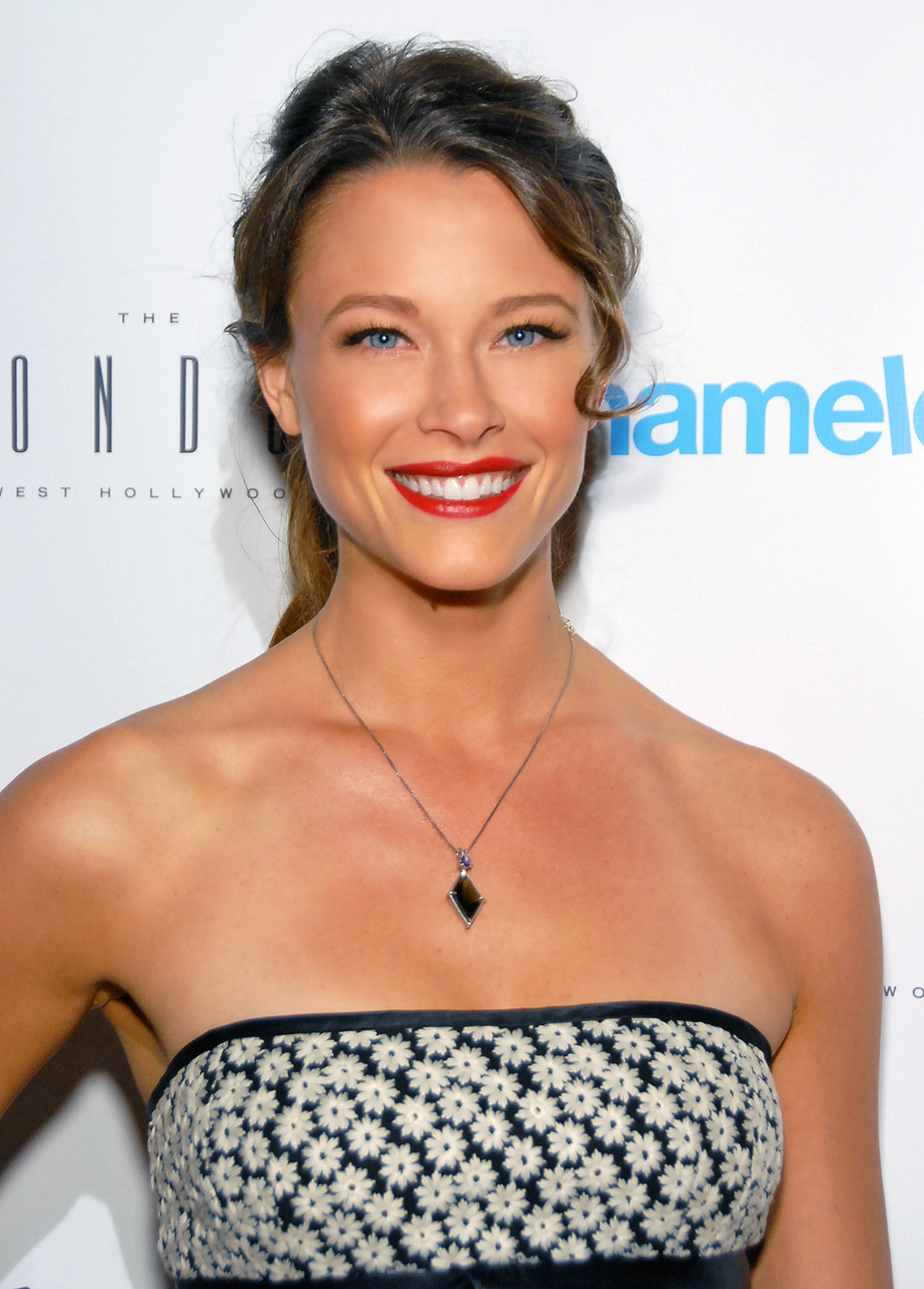
Scottie Thompson (2011)

Scottie Thompson (* 9. November 1981 als Susan Scott Thompson in Richmond, Virginia) ist eine US-amerikanische Schauspielerin.

## Leben & Karriere
Scottie Thompson wuchs in ihrem Geburtsort Richmond auf. Sie begeisterte sich schon in frühen Jahren für das Tanzen (vor allem Ballett) und das Theaterspielen. 1994 spielte sie die Rolle der Clara im Ballett Der Nussknacker. Nach ihrem Abschluss an der Collegiate School 2000 tanzte sie ein Jahr beruflich beim Richmond Ballet.
Sie machte an der Harvard-Universität 2005 ihren Hochschulabschluss in Theater und Literatur, fokussiert auf französische und nachkoloniale Arbeiten. Während der Zeit in Harvard begeisterte sie die Schauspielerei. Außerdem war sie währenddessen ein Mitglied der Harvard Ballet Company. Sie spielte zum Beispiel in den Theaterstücken Macbeth (2002), Marisol (2003) und The Oresteia (2005) mit. Genauso half sie bei der Choreographie und Gestaltung einiger Theaterstücke. Sie war 2003 Managerin der Hasty Pudding Theatricals und arbeitete für den Herausgeber von Reiseführern, Let’s Go.
Nach dem Abschluss ging Thompson nach New York, um ihre Schauspielkarriere zu starten. Sie hatte einige Gast-Auftritte in Fernsehshows und eine wiederkehrende Rolle neben Jason Isaacs in der Showtime-Krimiserie Brotherhood. Unter anderem spielte sie in der erfolgreichen CBS-Serie Navy CIS die Rolle der Jeanne Benoit. In der Krankenhaus-Serie Trauma gehörte Thompson als Dr. Diana Van Dine zur Stammbesetzung; die Serie wurde nach der ersten Staffel mit 18 Folgen abgesetzt.

## Filmografie (Auswahl)
- 2000: Center Stage
- 2006: Law & Order (Episode 16x14)
- 2006: Brotherhood (4 Episoden)
- 2006: CSI: Miami (Episode 5x03)
- 2006: Ugly Betty (Episode 1x02)
- 2006–2008, 2015–2016: Navy CIS (NCIS, 18 Episoden)
- 2007: Shark (Episode 2x08)
- 2007: CSI: NY (Episode 4x08)
- 2008: Eli Stone (Episode 1x05)
- 2009: Star Trek
- 2009–2010: Trauma (18 Episoden)
- 2010: Drop Dead Diva (Episode 2x05)
- 2010: Bones (Episode 4x24)
- 2010: Skyline
- 2010: Rizzoli & Isles (Episode 1x08)
- 2011: Gefährliche Überraschung (Deck the Halls, Fernsehfilm)
- 2012: Lake Effects (Fernsehfilm)
- 2012: Nikita (Episode 3x03)
- 2013: Broken (Kurzfilm)
- 2013: Graceland (Episoden 1x01–1x03)
- 2013: In the Dark (Kurzfilm)
- 2013: The Glades (Episode 4x13)
- 2014: The Lookalike
- 2014: Land of Leopold
- 2014: 37
- 2014: CSI: Vegas (CSI: Crime Scene Investigation, Episode 14x19)
- 2014: Castle (Episode 6x23)
- 2014: The Blacklist (Episoden 2x05–2x08)
- 2014: Beautiful Girl
- 2015: Grey’s Anatomy (Episode 11x17)
- 2015: Zoo (Episode 1x08)
- 2015: Therapy Required (Kurzfilm)
- 2015: The Leisure Class (Fernsehfilm)
- 2015: The Funhouse Massacre
- 2016: Rosewood (Episode 2x08)
- 2016: Before I Wake
- 2016–2018: 12 Monkeys (6 Episoden)
- 2017: Training Day (Episode 1x10)
- 2017: Dead on Arrival
- 2017: Broken Ghost
- 2018: Hope at Christmas (Fernsehfilm)
- 2019: My Daughter’s Ransom (Fernsehfilm)
- 2019: Im Netz der Gewalt (Crown Vic)
- 2019: Epiphany
- 2019: Portrait of a Woman at Dawn (Kurzfilm)
- 2019: The German King (Kurzfilm)
- 2019: Undercut (Kurzfilm)
- 2019: Limbo
- 2019: #3 Normandy Lane (Kurzfilm)
- 2020: Navy CIS: L.A. (NCIS: Los Angeles, Episode 11x18)
- 2020: 9-1-1: Notruf L.A. (9-1-1, Episode 3x17)
- 2020: MacGyver (2 Episoden)
- 2022: Bel-Air (2 Episoden)
- 2022: Mord in Yellowstone City (Murder at Yellowstone City)
- 2024: Séance
- 2025: Down to the Felt